# Hemisphragia trianguliferus
Hemisphragia trianguliferus là một loài tò vò trong họ Ichneumonidae.